# Snauwenberg
Snauwenberg is een buurtschap van 's-Gravenvoeren in de Belgische provincie Limburg.
De buurtschap is gelegen juist ten zuiden van de Belgisch-Nederlandse grens, aan de voormalige postweg van Luik naar Aken. Van 1844-1846 werd deze weg verbreed tot het huidige profiel. De weg vormt over korte afstand de grens, en heet daar Koetsweg. Vervolgens loopt ze verder over Nederlands grondgebied in noordoostelijke richting.

## Geografie
Snauwenberg ligt op een heuvelrug die onderdeel is van het Plateau van Margraten. Aan de noordzijde van Snauwenberg snijdt het droogdal de Horstergrub in op het plateau, terwijl aan de zuidzijde het beekdal gelegen is van het riviertje de Noor. In de Horstergrub ligt het Hoogbos en in het Noordal liggen de Noorbeemden.

## Bezienswaardigheden
In Snauwenberg bevond zich een zandstenen ongelukskruis van omstreeks 1600, met een in gotische letters gestelde inscriptie op de achterkant en een crucifix en davidster op de voorkant. Dit stenen gallingerkruuske werd in maart 1996 gestolen en werd vervangen door een smeedijzeren kruis met de tekst: Heer wees mij zondaar genadig. Ook vindt men in Snauwenberg enkele monumentale bomen.

## Geschiedenis
De Hoeve Snauwenberg werd voor het eerst vermeld in 1405. Het was een leen van de Graaf van Dalhem. Op de Ferrariskaarten (1771-1777) werd de hoeve vermeld als Maison de Plaisance Snauwenberg en nog in 1841 was sprake van een maison de campagne of buitenhuis.
Het oudste deel van het complex is de 16e-eeuwse inrijpoort in laatgotische stijl, voorzien van een korfboog. De overige gebouwen zijn in de loop van de 19e en 20e eeuw sterk gewijzigd, maar enkele deuromlijstingen van ongeveer 1775 zijn nog aanwezig.

### Galg van Voeren
In de buurt van het gestolen ongeluks- of galgenkruis zou de galg van Voeren hebben gestaan. De schepenbank van 's-Gravenvoeren was lange tijd de enige in het Graafschap Dalhem die de hoge jurisdictie had en dus in 'halszaken' de doodstraf kon opleggen. Zo werd in 1725 een uit Teuven afkomstige knecht die werkzaam was op de hoeve Snauwenberg aan deze galg terechtgesteld. Op 10 maart 1747 werd een Poolse soldaat van een Hongaars regiment dat in Voeren gelegerd was, veroordeeld voor bestialiteiten en onthoofd op de executieplek op de Voerenberg richting Snauwenberg.

### Doortocht Mozart
De Koetsweg door Snauwenberg gaat in noordoostelijke richting over in de Voerenstraat en Gulperweg en kruist in Terlinden de Via Mansuerisca, de weg van Tongeren/Maastricht naar Limburg/Trier. De weg tussen Gulpen en 's-Gravenvoeren maakte deel uit van de postweg van Aken naar Luik. Over deze weg zou in september 1763 Wolfgang Amadeus Mozart met zijn gezin zijn gereden toen hij tijdens zijn Grand Tour door Europa van Aken naar Luik reisde.

### Opgravingen Op de Saele
In 1867 werden onder leiding van Henri Schuermans (procureur in Hasselt) archeologische opgravingen gedaan op een klein plateau gelegen aan de Koetsweg, bovenop een steil talud dat uitkijkt over het gehucht Vitschen waar de Noor in de Voer uitmondt. Deze hoge plek is bekend onder de naam Op de Saele, dat zou verwijzen naar een 'zaal' of groot gebouw, waarschijnlijk een Frankische palts. Op de plek waar de ingang zou zijn geweest, is de weg verhard met kasseien. In 1867 zouden resten van een vierkant van 13 bij 13 meter nog zichtbaar zijn geweest. Van de vondsten van deze opgraving door Schuermans zijn echter geen publicaties bekend. Zo'n 20 jaar eerder zijn door H. Delvaux opgravingen gedaan bij Steenbos (Schophem), waar wel een Frankische palts werd gevonden en zelfs een Romeinse villa. Van de gevonden bouwmaterialen is in 1846 de Steenboskapel gebouwd.

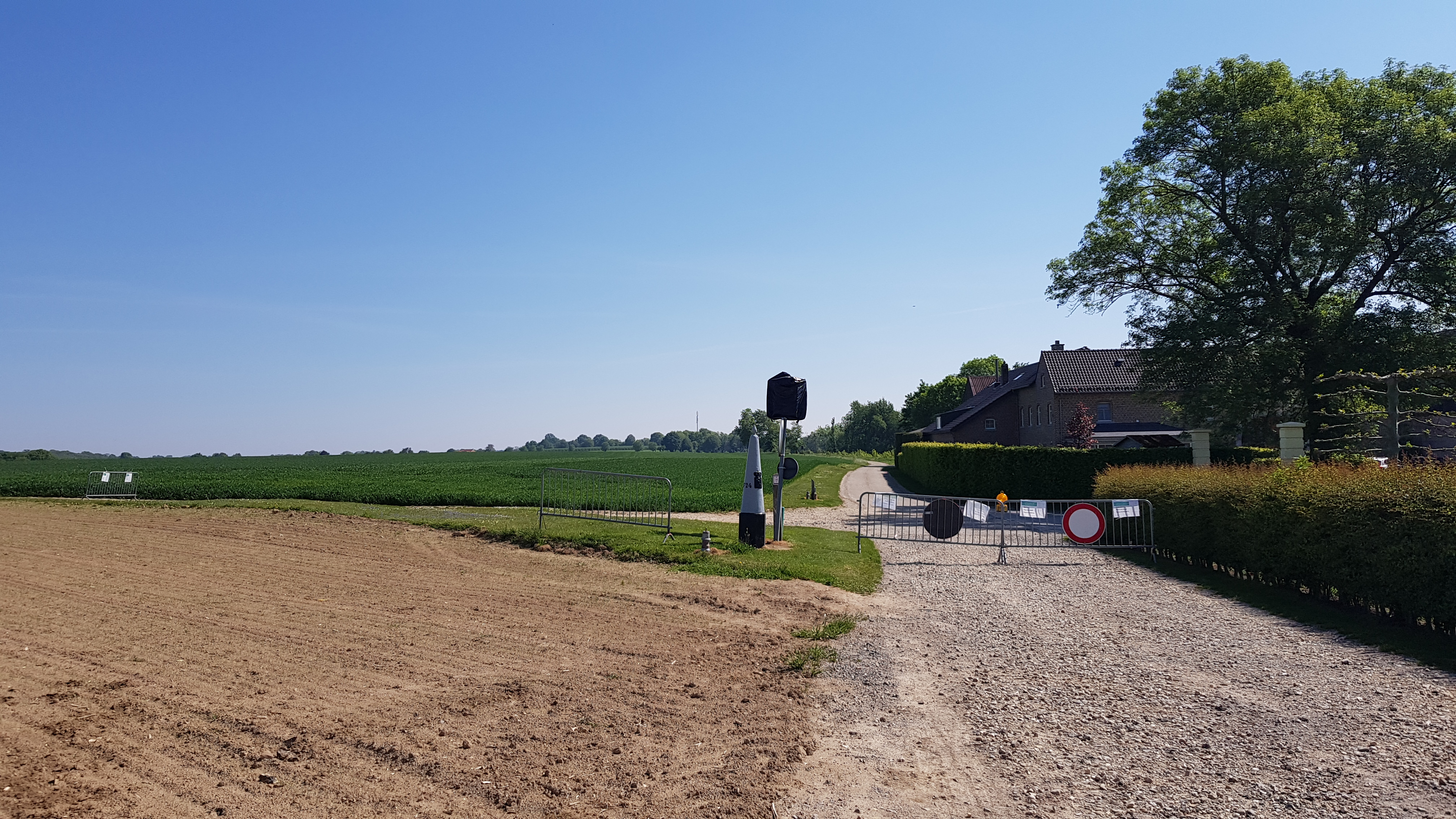
grenspaal nr.24 met wegafsluiting, mei 2020, tijdens Coronapandemie
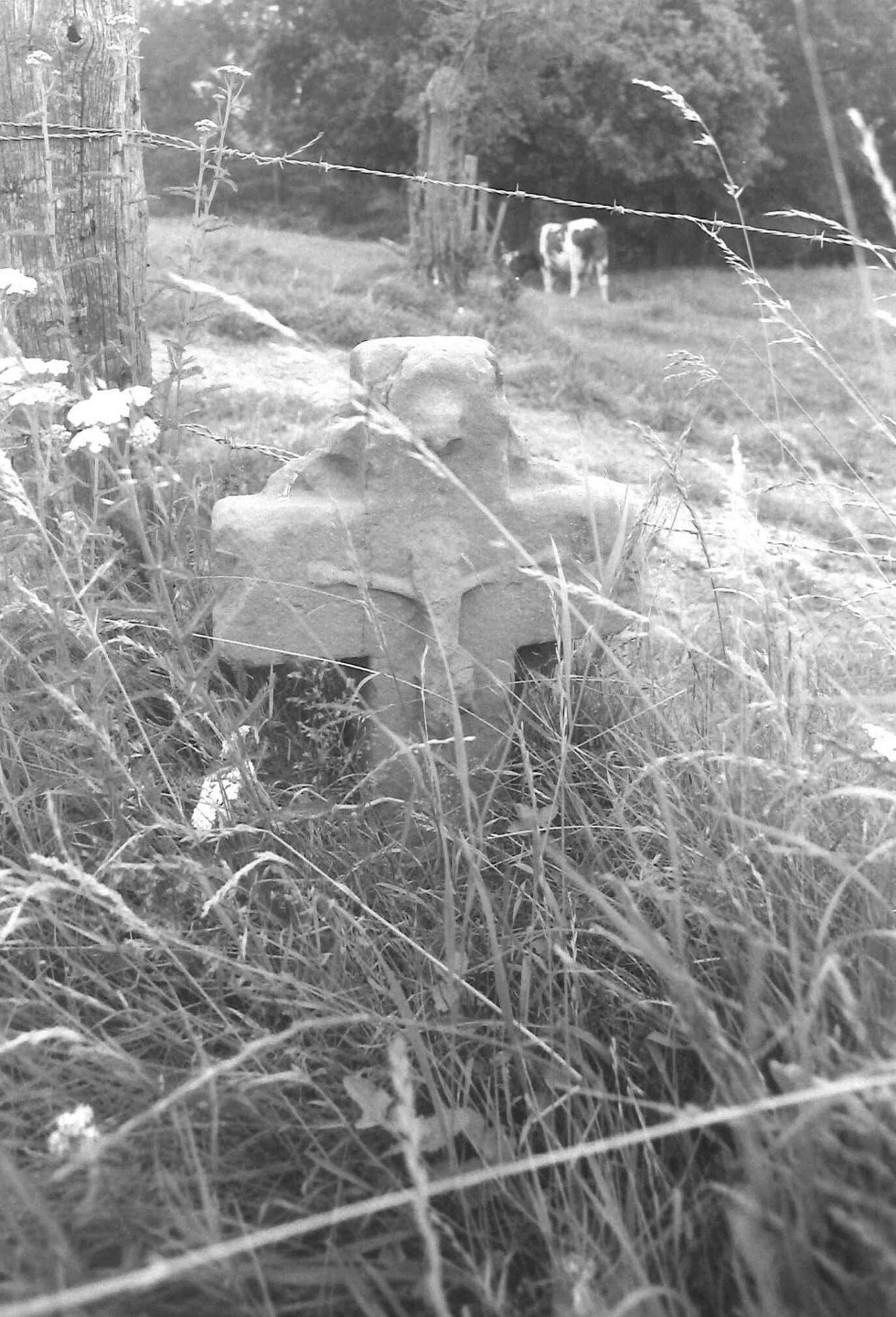
zandstenen kruis dat in 1996 werd gestolen
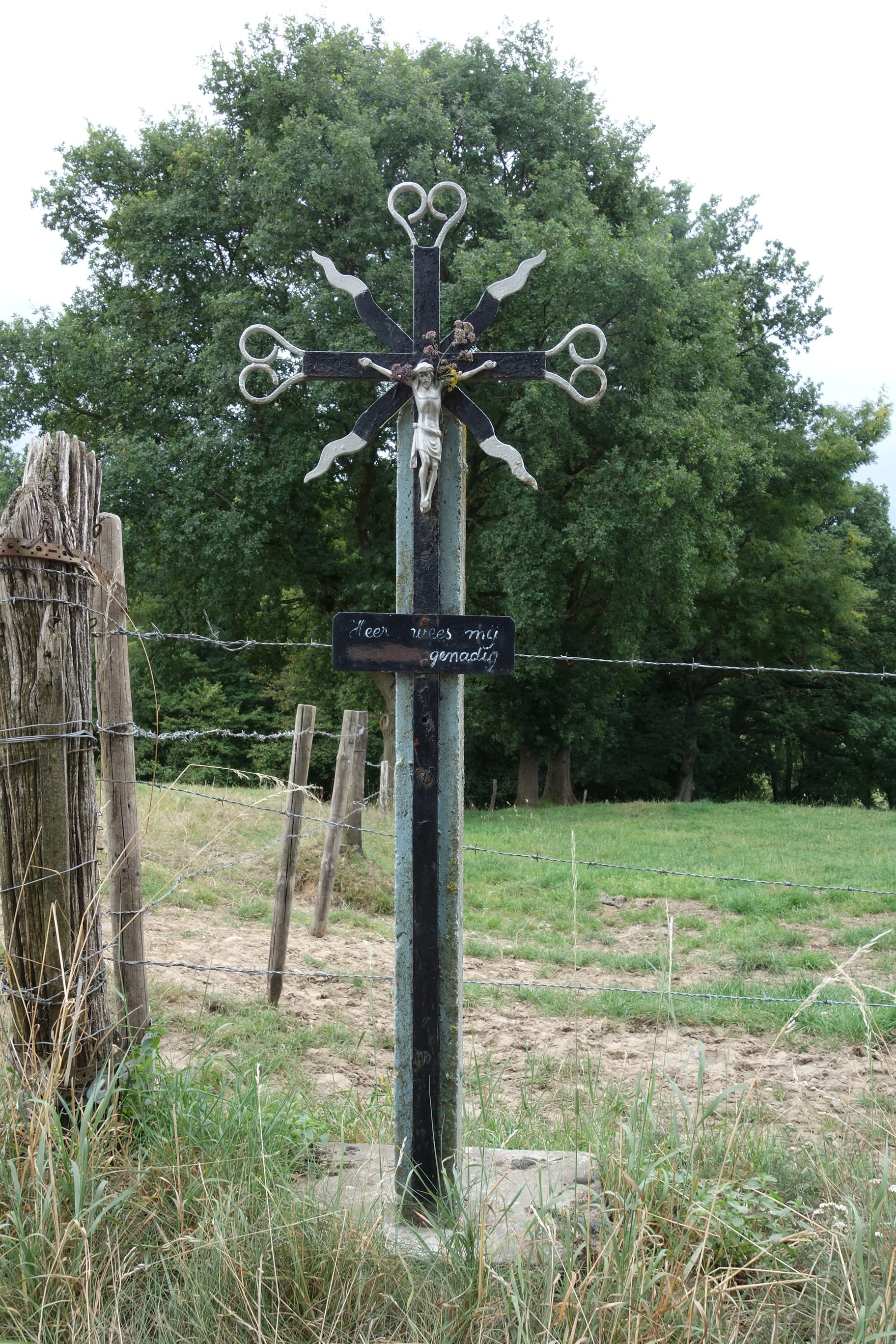
smeedijzeren kruis ter vervanging van gestolen stenen kruis
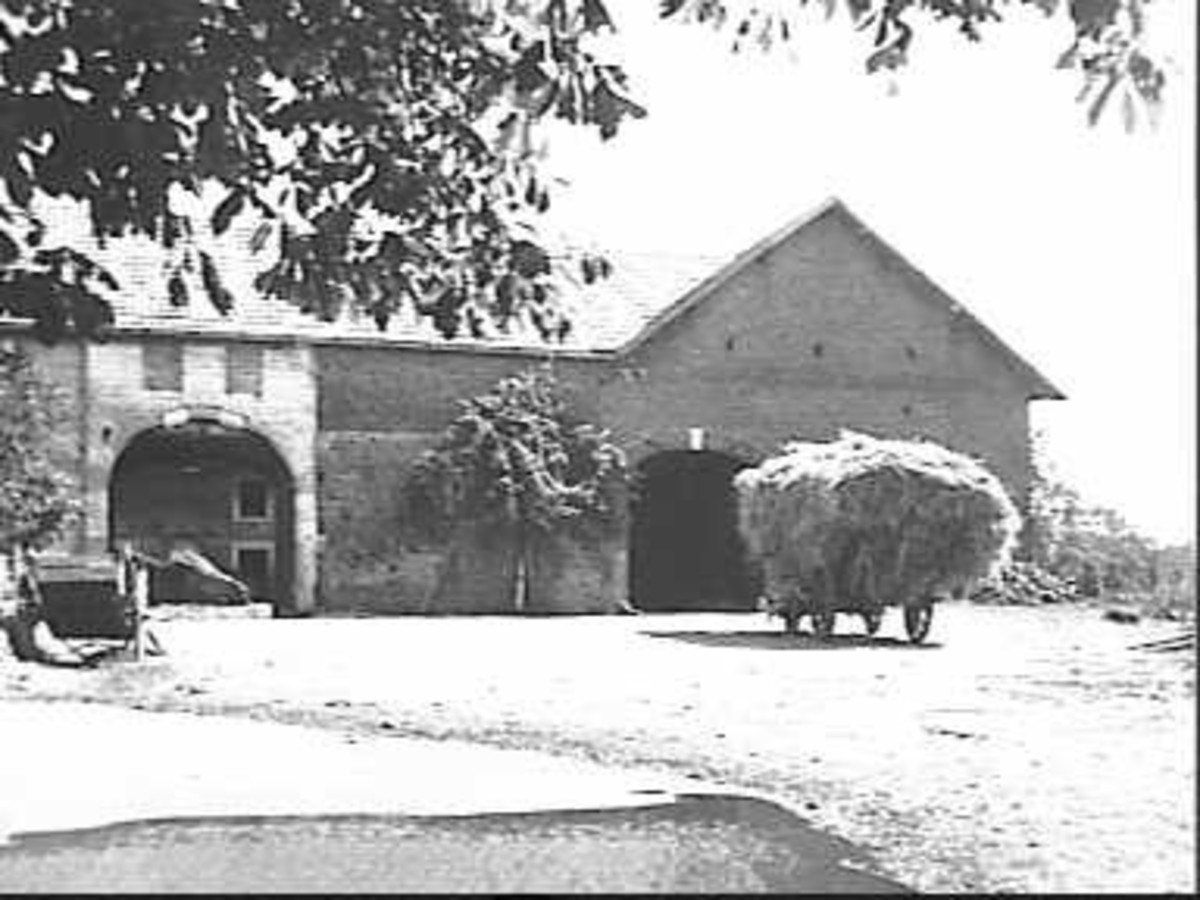
hoeve Snauwenberg in 1947
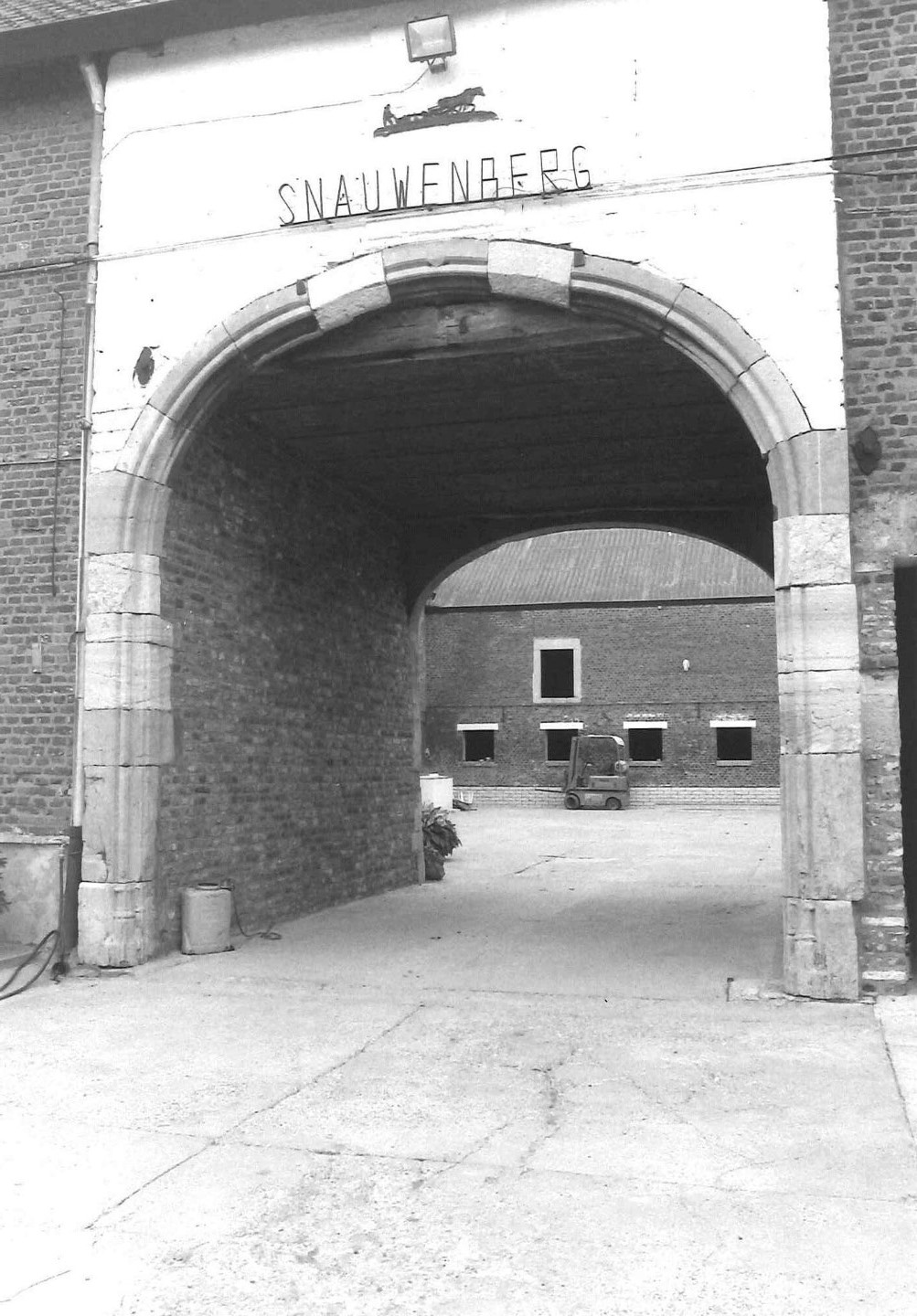
poort van de hoeve in 1991
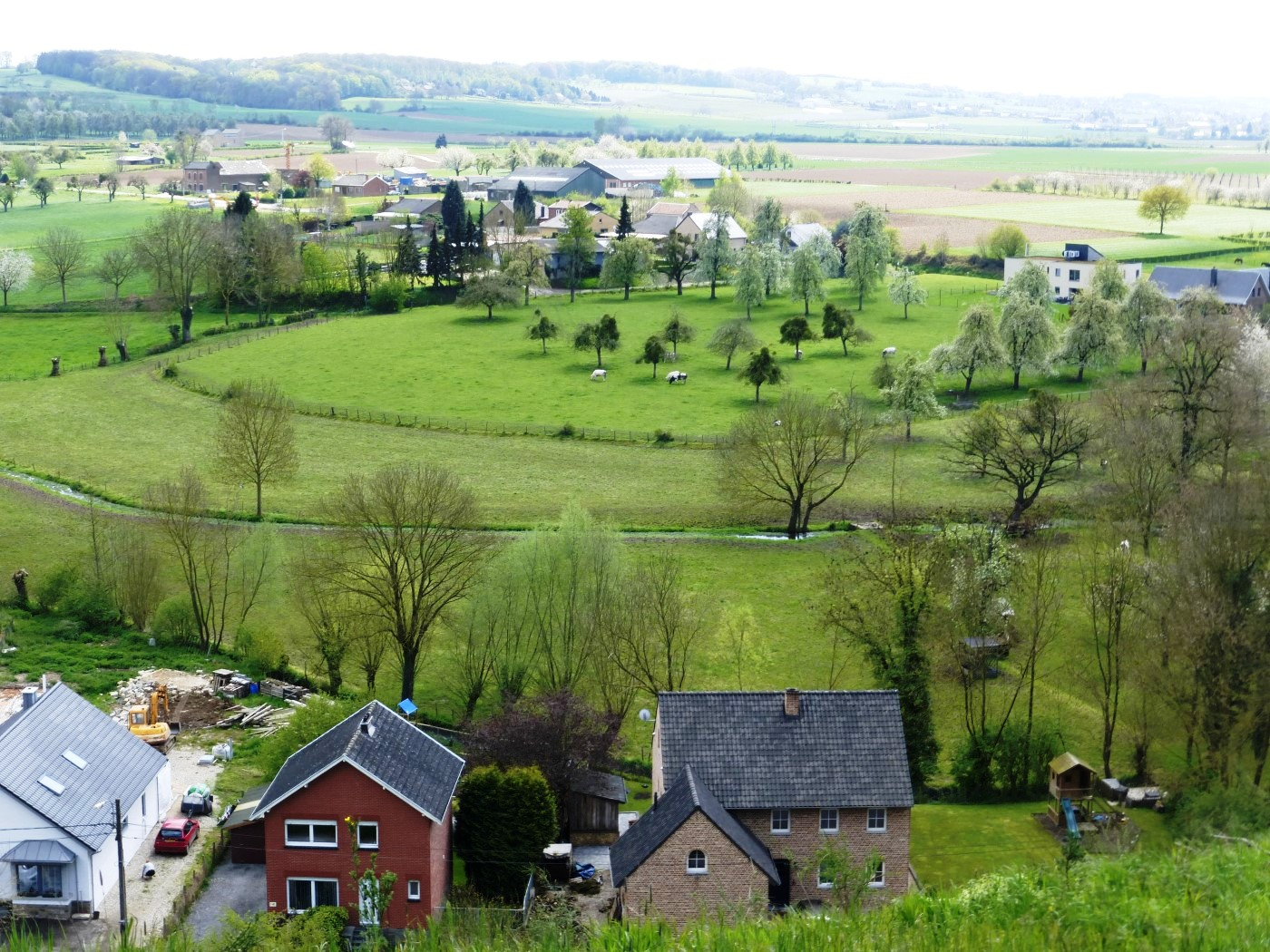
uitzicht vanaf Op de Saele over het Voerdal
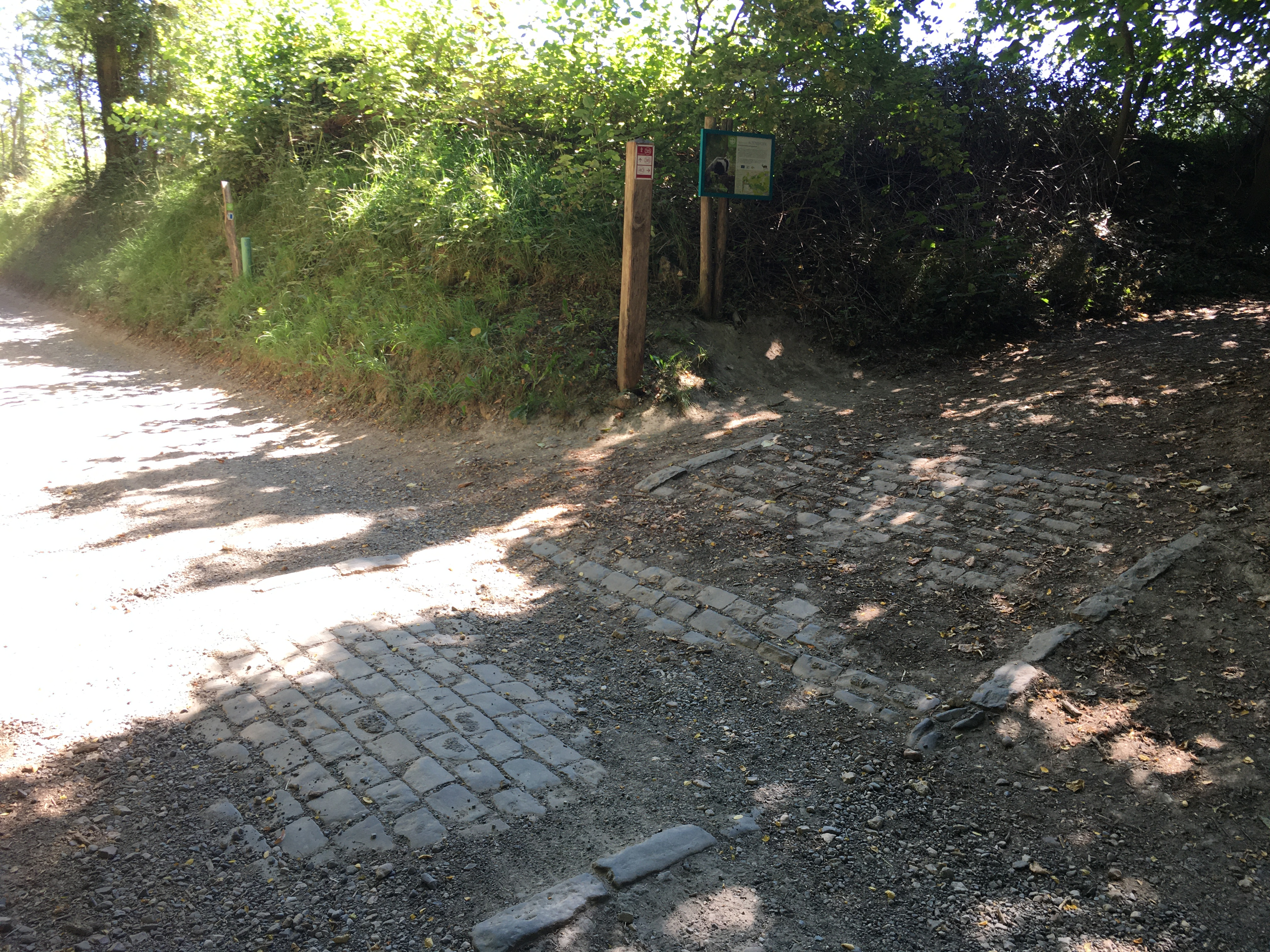
kasseien op de Koetsweg voor de ingang van Op de Saele

Deelgemeenten: 's-Gravenvoeren · Moelingen · Remersdaal · Sint-Martens-Voeren · Sint-Pieters-Voeren · Teuven

Overige kernen: Berg · Drink · Gieveld · Hagelstein · Ketten · Knap · Krindaal · Nurop · Obsinnich · Peerds · De Plank · Reesberg · Rullen · Schilberg · Schophem · Schoppemerheide · Sinnich · Snauwenberg · Stroevenbos · Swaan · Ulvend · Veld · Veurs

Belgische gemeenten · Arrondissement Tongeren · Limburg · Vlaanderen